# Élisabeth Guignot
Élisabeth Guignot (* 5. August 1941 in Paris) ist eine französische Schauspielerin.

## Leben
Élisabeth Guignot heiratete 1970 den Schauspieler Gérard Depardieu. Nach der Scheidung 1996 nahm sie wieder ihren Geburtsnamen Guignot an. Sie ist die Mutter von Guillaume Depardieu (1971–2008) und Julie Depardieu (* 1973).

## Filmografie
- 1967: Allô Police (Fernsehserie, 1 Folge)
- 1984: Le Tartuffe
- 1985: L’Amour ou presque
- 1985: Mörderischer Engel (On ne meurt que deux fois);  Regie: Jacques Deray
- 1986: Jean Florette (Jean de Florette)
- 1986: Manons Rache (Manon des sources)
- 1995: Le Garçu
- 1996: Les Aveux de l’innocent
- 1997: Bouge!
- 1997: Héroïnes
- 1998: Innocent
- 2001: Pas d’histoires! 12 regards sur le racisme au quotidien
- 2001: Ceci est mon corps
- 2002: Mischka

## Theater
- 1984: Tartuffe (Tartuffe ou l’Imposteur) am Théâtre national de Strasbourg